# Spathidexia atypica
Spathidexia atypica är en tvåvingeart som först beskrevs av Charles Howard Curran 1927.  Spathidexia atypica ingår i släktet Spathidexia och familjen parasitflugor.
Artens utbredningsområde är Puerto Rico. Inga underarter finns listade i Catalogue of Life.